# Förstakammarvalet i Sverige 1950
Förstakammarvalet i Sverige 1950 var ett val i Sverige till Sveriges riksdags första kammare. Valet hölls i den sjätte valkretsgruppen i september månad 1950 för mandatperioden 1951-1958.
Tre valkretsar utgjorde den sjätte valkretsgruppen: Kronobergs och Hallands läns valkrets, Göteborgs stads valkrets och Örebro läns valkrets. Ledamöterna utsågs av valmän från det landsting som valkretsarna motsvarade. För de städer som inte ingick i landsting var valmännen stadsfullmäktige.  
Ordinarie val till den sjätte valkretsgruppen hade senast ägt rum 1942.

## Valmän
| Landsting/ stadsfullmäktige | H    | LB   | F    | S    | SKP  | Totalt |
| --------------------------- | ---- | ---- | ---- | ---- | ---- | ------ |
| Landsting/ stadsfullmäktige |      |      |      |      |      | Totalt |
| Kronoberg                   | 6    | 12   | 1    | 14   | 0    | 33     |
| Halland                     | 4    | 15   | 2    | 14   | 1    | 36     |
| Göteborg                    | 9    | 0    | 13   | 23   | 15   | 60     |
| Örebro                      | 2    | 7    | 11   | 28   | 3    | 51     |
| Totalt                      | 21   | 34   | 27   | 79   | 19   | 180    |
| %                           | 11,7 | 18,9 | 15,0 | 43,9 | 10,5 | 100,0  |

## Mandatfördelning
Den nya mandatfördelningen som gällde vid riksdagen 1951 innebar att Socialdemokraterna behöll egen majoritet. 
| Parti  | Parti                            | FK 1950 | 6:e valkretsgruppen | 6:e valkretsgruppen | 6:e valkretsgruppen | FK 1951 |
| Parti  | Parti                            | FK 1950 | Innan               | Efter               | Ändring             | FK 1951 |
| ------ | -------------------------------- | ------- | ------------------- | ------------------- | ------------------- | ------- |
|        | Socialdemokraterna               | 81      | 11                  | 9                   | ▼2                  | 79      |
|        | Landsbygdspartiet Bondeförbundet | 23      | 2                   | 4                   | ▲2                  | 25      |
|        | Högerns riksorganisation         | 23      | 3                   | 2                   | ▼1                  | 22      |
|        | Folkpartiet                      | 20      | 2                   | 2                   | ▬                   | 20      |
|        | Sveriges kommunistiska parti     | 3       | 1                   | 2                   | ▲1                  | 4       |
| Totalt | Totalt                           | 150     | 19                  | 19                  | ▬                   | 150     |

## Invalda riksdagsledamöter
Kronobergs och Hallands läns valkrets: 
- Ebbe Ohlsson, h
- Fridolf Jansson, bf
- Fritiof Karlsson, bf
- Gärda Svensson, bf
- Rune B. Johansson, s
- Eric Mossberger, s
- Josef Weijne, s

Göteborgs stads valkrets:
- Gunnar Svärd, h
- Sven Ohlon, fp
- Per Bergman, s
- Edgar Sjödahl, s
- Anna Sjöström-Bengtsson, s
- Anton Norling, k
- Ola Persson, k

Örebro läns valkrets:
- John Johansson, bf
- Gustaf Sundelin, fp
- Eric Ericson, s
- Robert Krügel, s
- Lars Lindahl, s